# La Route de la soie maritime
Pour plus de détails, voir Fiche technique et Distribution.
La Route de la soie maritime (en persan : راه آبي ابريشم, Rah-e abi-e abrisham) est un film iranien réalisé par Mohammad Reza Bozorgnia, sorti en 2010. 

## Synopsis
Un marin iranien nommé Soleiman Siraf fut le premier à traverser l’Océan Indien pour se rendre en Chine. Son trajet a été alors nommé "la Route de la soie maritime" et beaucoup de marchands ont pris cette route pour apporter leurs marchandises en Chine. Un des passagers dans le film est un jeune homme, Shazan Ibn Youssof, qui tient un journal de ce voyage. La Route de la soie maritime débute dans le Golfe Persique et s’en va en Chine et en Thaïlande. Certaines scènes du film ont été tournées à Kanchanaburi, Thaïlande, avec des éléphants du Camp de Taweechai Elephant.

## Fiche technique
- Titre : La Route de la soie maritime
- Titre original : راه آبي ابريشم (Rah-e abi-e abrisham)
- Titre anglais : The Maritime Silk Road

## Distribution
| Acteur              | Rôle           |
| ------------------- | -------------- |
| Dariush Arjmand     | Soleiman Siraf |
| Reza Kianian        | Idris          |
| Ezzatollah Entezami |                |
| Bahram Radan        | Shazan         |
| Pegah Ahangarani    |                |
| Payam Dehkordi      |                |